# تام وریکا
تام وریکا (انگلیسی: Tom Verica؛ زادهٔ ۱۳ مهٔ ۱۹۶۴) بازیگر، کارگردان تلویزیونی و تهیه‌کننده تلویزیونی اهل ایالات متحده آمریکا است.
از فیلم‌ها یا برنامه‌های تلویزیونی که وی در آن نقش داشته‌است، می‌توان به جان‌سخت ۲، زودیاک، پرچم‌های پدران ما، برنامه حفاظت از پرنسس، اژدهای سرخ، روز پدر و چگونه از مجازات قتل فرار کنیم اشاره کرد.